# Nizhnia Duvanka
Nizhnia Duvanka (en ucraniano: Нижня Дуванка, romanizado: Nyzhnia Duvanka, en ruso: Нижняя Дуванка, romanizado: Nizhniaya Duvanka) es un pueblo ucraniano perteneciente al óblast de Lugansk. Situado en el noreste del país, forma parte del raión de Svátove y centro del municipio (hromada) de Nizhnia Duvanka. 
El pueblo se encuentra ocupado por Rusia desde marzo de 2022 en la invasión rusa de Ucrania, siendo administrado como parte de la de facto República Popular de Lugansk. 

## Geografía
Nizhnia Duvanka se encuentra en la confluencia del río Duvanka con el río Krasna, un afluente izquierdo del río Donets, 19 km al norte de Svátove y 140 km al noroeste de Lugansk.

## Historia
El territorio en el que ahora se encuentra el pueblo fue colonizado en los años 60 del siglo XVI por campesinos y cosacos de la orilla izquierda y derecha del río Dniéper, así como por militares rusos. Fue en ese momento cuando se fundó el pueblo de Svátova Luchka (en ucraniano: Сватова Лучка), que obtuvo su nombre del río Svaha (ya no existe). La primera mención escrita del territorio, donde más tarde se fundó la slobodá de Svatove Luchka, se encuentra en el libro "Gran dibujo", que fue compilado por orden del zar Miguel I de Rusia, que lo describe como parte del territorio de los Campos Salvajes. Usando inmigrantes ucranianos para proteger las fronteras del sur del estado ruso de los ataques del kanato de Crimea y Nogái, el gobierno zarista les otorgó tierras, armas y alimentos en condiciones preferenciales, pero al mismo tiempo preservó sus derechos cosacos y autogobierno. A principios del siglo XVIII, Svatova Luchka pasó a formar parte del regimiento de Izium; ya era un pueblo de cientos de habitantes y tenía fortificaciones en forma de foso y una alta empalizada. La masa principal de la población estaba compuesta por cosacos, quienes, según su estatus económico, se dividían en cosacos de regimiento, asistentes y subvecinos. La mayoría de los vecinos no tenían una granja propia y vivían de familias cosacas ricas con derechos de trabajadores. En 1732, había 133 cosacos de regimiento, 514 asistentes y subvecinos en Svatova Luchka. Los cosacos de Svatova Luchka participaron en las campañas de Azov del zar Pedro I, y en junio de 1709, en la batalla de Poltava.
El lugar que se corresponde con la actual Nizhnia Duvanka fue fundado en la década de 1730.
El pueblo sufrió como resultado del Holodomor en 1932-1933, con un número de víctimas establecidas de 240 residentes del pueblo. El 14 de diciembre de 1960, Nizhnia Duvanka recibió el estatus de asentamiento de tipo urbano.
En julio de 1995, el Gabinete de Ministros de Ucrania aprobó la decisión de privatizar la granja estatal ubicada aquí. El 18 de octubre de 2014, desconocidos demolieron un monumento a Lenin en el pueblo.
Durante la invasión rusa de Ucrania de 2022, las fuerzas de la autoproclamada República Popular de Lugansk, con la ayuda de las fuerzas rusas, se apodera de Nizhnia Duvanka.

## Demografía
La evolución de la población de Nizhnia Duvanka entre 1989 y 2022 fue la siguiente:
| 2828                                                          | 2244 | 2028 | 1979 | 1902 |
| (Fuente: Cities & Towns of Ukraine y UKRAINE: Größere Städte) |      |      |      |      |

Según el censo de 2001, la lengua materna de la mayoría de los habitantes, el 94,03%, es el ucraniano; del 5,56% es el ruso.